# Alathyria jacksoni
Alathyria jacksoni е вид мида от семейство Hyriidae.

## Разпространение
Видът е разпространен в Австралия (Виктория, Куинсланд, Нов Южен Уелс и Южна Австралия).